# 中央学院大学中央高等学校
中央学院大学中央高等学校（ちゅうおうがくいんだいがくちゅうおうこうとうがっこう）は、東京都江東区亀戸七丁目にある私立の高等学校である。設置者は学校法人中央学院。

## 沿革
- 1900年 - 日本橋簡易商業夜学校として創立
- 1902年 - 中央商業学校設立
- 1948年 - 学制改革により中央学院中学校と全日制普通科・商業科の中央高等学校に
- 1955年 - 商業科が中央商業高等学校として分離
- 1963年 - 中央高・中央商高に女子部を設置（男女別学）
- 1970年 - 中央高等学校を休校（1985年に廃校）すると共に、女子部を統合し男女共学となる
- 1994年 - 通信制課程を設置
- 1998年 - 中央商業高等学校から中央学院大学中央高等学校と改称
- 2001年 - 中央区新川から、江東区立竪川小学校の校地だった現在地に移転（竪川小学校は浅間小学校と統合、浅間竪川小学校となる）
- 2004年 - 全日制課程に普通科開設
- 2011年 - 通信制課程閉課

## 主な出身者
- 山田徳兵衛 - 吉德第10代当主
- 鈴木清一 - ダスキン創業者
- 秋元正雄 - 佐藤商事会長
- 内田喜吉 - 元ラオックス社長
- 高橋洋二 - ユニマットホールディング代表取締役、元フレッシュネス代表取締役
- 吉野賢治 - 新日本監査法人副理事長、学校法人中央学院理事長
- 龍岡晋 - 俳優、文学座社長
- 秋田伸一 - 俳優
- 井上大助 - 俳優
- 日方一夫 - 俳優
- 土屋靖雄 - 俳優
- 福浦健次 - 元プロ野球選手
- 菅沼実 - 元サッカー選手
- 大竹重幸 - プロボクサー

## 交通アクセス
出典 : 
電車
| 路線名             | 最寄り駅   | 出口   | 徒歩所要時間 |
| ------------------ | ---------- | ------ | ------------ |
| JR中央・総武緩行線 | 亀戸駅     | 東口   | 15分         |
| 東武亀戸線         | 亀戸水神駅 |        | 10分         |
| 都営地下鉄新宿線   | 大島駅     | A6     | 12分         |
| 都営地下鉄新宿線   | 東大島駅   | 大島口 | 12分         |

バス
| 乗車駅   | 系統 | 下車停留所              | 運行事業者 |
| -------- | ---- | ----------------------- | ---------- |
| 錦糸町駅 | 錦25 | 「亀戸九丁目」、徒歩2分 | ■都営      |
| 一之江駅 | 亀26 | 「亀戸九丁目」、徒歩2分 | ■都営      |
| 小岩駅   | 錦27 | 「亀戸九丁目」、徒歩2分 | ■都営      |